# Lorenzo Fioroni
Lorenzo Fioroni (* 22. Februar 1972 in Locarno) ist ein Schweizer Regisseur.

## Leben und Werk
Lorenzo Fioroni wurde in der Schweiz geboren und wuchs in Deutschland auf. Sein Vater ist der Meeresbiologe Pio Fioroni. Er absolvierte eine Ausbildung zum Cellisten und konzertierte auch mit diesem Instrument. Daneben studierte er in den 1990er-Jahren Opernregie an der Hochschule für Musik und Theater Hamburg bei Götz Friedrich. Als Regieassistent arbeitete er unter anderem mit Ruth Berghaus.
Seit der Jahrtausendwende ist Fioroni als Regisseur an Theatern, Schauspielhäusern und Opernhäusern tätig. Insgesamt hat er Stand 2025 bei über 70 Operninszenierungen in Deutschland, Österreich, der Schweiz, Luxemburg, Dänemark, Norwegen und Südkorea Regie geführt. Seine Arbeiten reichen von Barockopern über die Klassik und Romantik bis hin zu Werken des 20. und 21. Jahrhunderts.
Nach ersten Produktionen am Theater Münster zu Beginn der 2000er-Jahre arbeitete er mehrfach am Staatstheater Kassel; für seine dortige Inszenierung von Jeanne d’Arc au bûcher wurde Fioroni im Jahr 2005 mit dem Götz-Friedrich-Preis ausgezeichnet. 2006 inszenierte er erstmals an der Deutschen Oper Berlin, die Verdi-Oper Simon Boccanegra. Im Jahr 2008 wurde seine Turandot-Inszenierung an der Deutschen Oper Berlin erstmals gezeigt. Laut Stephan Mösch im Puccini-Handbuch zeige Fioroni Turandot als «sozialkritische Obsessionsspirale».
2012 und 2013 wurde Fioroni für Inszenierungen am Staatstheater Augsburg zweimal für den Deutschen Theaterpreis Der Faust nominiert. In den 2010er-Jahren arbeitete er an verschiedenen Staats- und Nationaltheatern in Deutschland, aber auch an der Königlichen Oper Kopenhagen, am Luzerner Theater und am Opernhaus Graz. Für seine Regie an der Oper The Greek Passion von Bohuslav Martinů in Graz wurde Fioroni 2017 mit dem Österreichischen Musiktheaterpreis ausgezeichnet.
2021 inszenierte er am Saarländischen Staatstheater die deutsche Erstaufführung der Oper Macbeth Underworld des französischen Komponisten Pascal Dusapin. 2022 führte er in Graz bei einer Aufführung von Benjamin Brittens War Requiem Regie. 2024 kreierte er u. a. Boris Godunow am Nationaltheater Mannheim in einem laut SWR «surrealistischen Ambiente», wo der russische Hof durch «eine auf dem Kopf stehende Kulisse eines Barockschlosses» dargestellt wird. Auch wurde seine Produktion von Arnold Schönbergs Moses und Aron am Theater Bonn in der Kritikerumfrage der Opernwelt für 2024 zur «Inszenierung des Jahres» gewählt.
Fioroni lebt in Berlin und in Locarno am Lago Maggiore.

## Rezeption und Arbeitsweise
Jürgen Otten schreibt in der Opernwelt (Ausgabe Juni 2021), Fioroni arbeite wiederholt auch an sogenannten kleineren und mittleren Häusern, sei aber einer «der ganz Großen der Zunft». Wie für gute Regisseure üblich, könne er «die Wirklichkeit vermittels einer Fabel überhöhen» und zugleich «Protagonisten dieser Fabel zu radikal authentischen (und autonomen) Bühnengestalten» formen. Häufig mische sich bei seinen Inszenierungen in «dem passionierten Tun ein Hauch von Sarkasmus unter, von würzig-gemeiner Sottise, hinter der die Subversion es sich gemütlich macht». In derselben Zeitschrift schrieb Martin Gasser im September 2022, Fioroni werde oft für den «theatralischen Furor» seiner Inszenierungen gerühmt.
Fioroni selbst beschreibt, dass er in allen Bühnenwerken immer nach einer «sinnlichen oder verstörenden Schönheit, nach Momenten eines total Unerwarteten oder auch etwas unserem europäischen Denken vielleicht Fremden» suche. Daneben gehe es ihm um den «Aspekt des Utopischen», allerdings immer unter dem Vorbehalt und der Ungewissheit, ob dieser «Zustand» erreicht werden kann.

## Inszenierungen (Auswahl)
- 1999: Orpheus in der Unterwelt (von Jacques Offenbach), Theater Münster
- 2002: Così fan tutte (von Wolfgang Amadeus Mozart), Theater Münster
- 2002: Zar und Zimmermann (von Albert Lortzing), Theater Münster
- 2005: Jeanne d’Arc au bûcher (von Arthur Honegger), Staatstheater Kassel
- 2005: Nabucco (von Giuseppe Verdi), Theater Osnabrück
- 2006: Simon Boccanegra (von Giuseppe Verdi), Deutsche Oper Berlin
- 2007: Dialogues des Carmélites (von Francis Poulenc), Theater Osnabrück
- 2007: L’italiana in Algeri (von Gioachino Rossini), Staatstheater Kassel
- 2008: Turandot (von Giacomo Puccini), Deutsche Oper Berlin
- 2008: Peter Grimes (von Benjamin Britten), Staatstheater Kassel
- 2009: Der fliegende Holländer (von Richard Wagner), Staatstheater Kassel
- 2009: Der Freischütz (von Carl Maria von Weber), Theater Osnabrück
- 2010: Die Meistersinger von Nürnberg (von Richard Wagner), Staatstheater Kassel
- 2010: La sonnambula (von Vincenzo Bellini), Luzerner Theater
- 2011: Hoffmanns Erzählungen (von Jacques Offenbach), Theater Osnabrück
- 2011: Lohengrin (von Richard Wagner), Staatstheater Kassel
- 2011: Carmen (von Georges Bizet), Staatstheater Augsburg
- 2012: Le Grand Macabre (von György Ligeti), Staatstheater Mainz
- 2012: Ariadne auf Naxos (von Richard Strauss), Theater und Orchester Heidelberg
- 2012: La Bohème (von Giacomo Puccini), Oldenburgisches Staatstheater
- 2013: Elektra (von Richard Strauss), Staatstheater Augsburg
- 2013: La traviata (von Giuseppe Verdi), Luzerner Theater
- 2013: Tannhäuser (von Richard Wagner), Staatstheater Kassel
- 2013: Mefistofele (von Arrigo Boito), Staatstheater Mainz
- 2013: Die Fledermaus (von Johann Strauss Sohn), Badisches Staatstheater Karlsruhe
- 2014: Pelléas et Mélisande (von Claude Debussy), Theater und Orchester Heidelberg
- 2014: Der Rosenkavalier (von Richard Strauss), Staatstheater Kassel
- 2014: Rumor (von Christian Jost), Theater Heidelberg
- 2015: Król Roger (von Karol Szymanowski), Staatstheater Nürnberg
- 2015: Macbeth (von Giuseppe Verdi), Staatstheater Augsburg
- 2016: Rigoletto (von Giuseppe Verdi), Staatstheater Mainz
- 2016: The Greek Passion (von Bohuslav Martinů), Opernhaus Graz
- 2017: Simplicius Simplicissimus (von Karl Amadeus Hartmann), Staatstheater Augsburg
- 2017: Der Silbersee (von Kurt Weill), Universität für Musik und darstellende Kunst Graz
- 2018: Der Sturm (von Frank Martin), Saarländisches Staatstheater
- 2018: Don Giovanni (von Wolfgang Amadeus Mozart), Theater Winterthur
- 2018: L’incoronazione di Poppea (von Claudio Monteverdi), Nationaltheater Mannheim
- 2018: Pagliacci (von Ruggero Leoncavallo), Opernhaus Graz
- 2018: Cavalleria rusticana (von Pietro Mascagni), Opernhaus Graz
- 2019: Turandot (von Giacomo Puccini), Königliche Oper Kopenhagen
- 2019: La traviata (von Giuseppe Verdi), Theater Lübeck
- 2019: Idomeneo (von Wolfgang Amadeus Mozart), Staatstheater Kassel
- 2021: Macbeth Underworld (von Pascal Dusapin), Saarländisches Staatstheater
- 2021: Hippolyte et Aricie (von Jean-Philippe Rameau), Nationaloper Bergen und Nationaltheater Mannheim
- 2021: Rita, ou Le marie battu (von Gaetano Donizetti), Berliner Operngruppe
- 2022: War Requiem (von Benjamin Britten), Opernhaus Graz
- 2023: La forza del destino (von Giuseppe Verdi), Saarländisches Staatstheater
- 2023: Hérodiade (von Jules Massenet), Deutsche Oper am Rhein
- 2024: Moses und Aron (von Arnold Schönberg), Theater Bonn
- 2024: Boris Godunow (von Modest Mussorgski), Nationaltheater Mannheim
- 2025: Innocence (von Kaija Saariaho), Semperoper Dresden
- 2025: Pique Dame (von Peter Tschaikowski), Oper Leipzig
- 2025: Die Liebe zu den drei Orangen (von Sergei Prokofiev), Korea National Opera

## Auszeichnungen
- 2005: Auszeichnung mit dem Götz-Friedrich-Preis für seine Inszenierung von Jeanne d’Arc au bûcher am Staatstheater Kassel[20]
- 2012: Nominierung für den Deutschen Theaterpreis Der Faust in der Kategorie Regie Musiktheater für Carmen am Theater Augsburg[11]
- 2013: Nominierung für den Deutschen Theaterpreis Der Faust in der Kategorie Regie Musiktheater für Elektra am Theater Augsburg[12]
- 2017: Auszeichnung mit dem Österreichischen Musiktheaterpreis in der Kategorie Beste Regie für The Greek Passion am Opernhaus Graz[13]
- 2021: Wahl durch die Opernwelt-Redaktion zu einem der «Wichtigen Regisseure der Saison»[21][22]
- 2024: Auszeichnung bei der Opernwelt-Kritikerumfrage in der Kategorie «Aufführung des Jahres» für Moses und Aron am Theater Bonn (Preis geteilt mit zwei anderen Aufführungen)[17]